# 寬永文化
寬永文化為江戶時期前期的主要文化，流行時間大約為十七世紀前半期，與「元祿文化」、「化政文化」合稱江戶三大文化。發展核心與後兩者不同，此文化的發展中堅為京都的朝廷、町眾（住於京都的富商）及武士，此文化先承核山文化而來。由於之前的戰國亂世結束不久，因此由朝廷參與主導文化的發展。各種藝術創作亦顯示對幕府的迎合，例如日光東照宮、桂離宮等建築。